# Sintiki
Sintiki (tiếng Hy Lạp: ?) là một khu tự quản ở vùng Trung Makedonías, Hy Lạp. Khu tự quản Sintiki có diện tích 1103 km², dân số theo điều tra ngày 18 tháng 3 năm 2001 là 27432 người.